# Wapen van Fijnaart en Heijningen

Wapen van Fijnaart en Heijningen (1959)

Wapen van Fijnaart en Heijningen (1817)

Het wapen van Fijnaart en Heijningen werd op 16 juli 1817 bij besluit van de Hoge Raad van Adel aan de toenmalige Noord-Brabantse gemeente Fijnaart en Heijningen bevestigd. Op 11 april 1959 werd het wapen aangepast en van een kroon voorzien. Op 1 januari 1997 ging de gemeente Fijnaart en Heijningen op in de gemeente Moerdijk, waarmee het wapen kwam te vervallen. In het wapen van Moerdijk werden belangrijke elementen uit het wapen van Fijnaart en Heijningen opgenomen.

## Blazoenering
De blazoenering bij het eerste wapen luidt als volgt:
Doorsneden; I gedeeld; a in sabel een leeuw van goud, getongd en genageld van keel; b in keel drie palen van goud; II in sinopel drie maliën van goud, geplaatst 2 en 1.
In het wapenregister is geen beschrijving opgenomen; deze is later toegevoegd. De heraldische kleuren zijn sabel (zwart), goud (geel), keel (rood) en sinopel (groen).
De blazoenering bij het tweede wapen luidt als volgt:
Doorsneden; I gedeeld; a in sabel een leeuw van goud, getongd en genageld van keel; b in goud drie palen van keel; II in sinopel drie maliën van zilver, geplaatst 2 en 1. Het schild gedekt met een gouden kroon van drie bladeren en twee paarlen.

## Geschiedenis
Het wapen van Fijnaart en Heijningen is afgeleid van het wapen Van Glymes, heren van Bergen op Zoom. Oorspronkelijk is het wapen afgeleid van het geslacht Van Boutersem, maar vanaf Jan II van Glymes werd dit het familiewapen. Het eerste zegel van de schepenbank van Fijnaart en Heijningen dateert uit 1559 en vertoonde de H.Jacobus de Meerdere en het wapen van Glymes. In de zeventiende eeuw stond achter het wapen een gezette man als schildhouder, zoals is te zien op een gevelsteen uit de in 1945 verwoeste kerk, die in het gemeentehuis ingemetseld is geweest en die zich nu in het voorportaal van de herbouwde Sint-Jacobuskerk bevindt.
In het eerste wapen was in de kleur van de maliën goud, maar deze behoren van zilver te zijn. Dit werd bij het tweede wapen hersteld, en ook werd de leeuw voorzien van een rode tong en rode nagels. Tevens werd het wapen voorzien van een gravenkroon met drie bladeren en twee parels.

## Verwante wapens

Het wapen van Standdaarbuiten
Het wapen van Moerdijk
Het wapen van Willemstad
Wapen van Johanna van Boutersem
Wapen Van Glymes vanaf Jan II
Wapen van de heren van Zevenbergen